# Kōji Sakurai

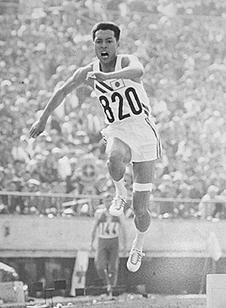
Kōji Sakurai bei den Olympischen Spielen 1964

Kōji Sakurai (jap. 桜井 孝次, Sakurai Kōji; * 18. Februar 1936 in Tokio) ist ein ehemaliger japanischer Dreispringer.
1956 wurde er bei den Olympischen Spielen in Melbourne Siebter. Bei den Asienspielen 1958 in Tokio und bei der Universiade 1959 in Turin gewann er jeweils Silber.
1960 schied er bei den Olympischen Spielen in Rom in der Qualifikation aus, und 1962 siegte er bei den Asienspielen in Jakarta. Bei den Olympischen Spielen 1964 in Tokio kam er nicht über die Vorrunde hinaus.
1960 und 1962 wurde er Japanischer Meister. Seine persönliche Bestleistung von 16,18 m stellte er am 16. November 1963 in Kagoshima auf.